# Star Wars: Infinities
Star Wars: Infinities est une série de comics publiée par Dark Horse, dont les intrigues se situent hors de la continuité Star Wars. Elles ne sont pas considérées comme canoniques car elles sont construites sur le principe de l'uchronie. Les scénaristes ont imaginé des fins alternatives aux films de la première trilogie en modifiant un événement-clé. Tout ce qui précède les événements décrits dans la bande dessinée coïncide avec les films, donc les récits des différents tomes ne s'enchaînent pas.
Cette série est publiée par Dark Horse Comics de 2002 à 2004.
La version Infinity d'Un Nouvel Espoir suppose que Luke Skywalker a endommagé l'Étoile Noire sans la détruire. Celle de L'Empire contre-attaque suppose que Luke est mort sur la planète des glaces (Hoth). Enfin, la nouvelle version du Le Retour du Jedi suppose que le sauvetage de Han Solo tourne mal.

## Sources
- (en) Jesse Schedeen, « How Should Marvel Handle Their Star Wars Comics? », IGN,‎ 7 janvier 2014 (lire en ligne)
- Damien Gouteux, « Star Wars 7  : tout ce qu’il faut savoir sur son univers étendu », Le Monde,‎ 2 septembre 2015 (lire en ligne)
- (en) Matt Morrison, « Star Wars' Best Official Alternate Timeline Stories », Screen Rant,‎ 9 juin 2018 (lire en ligne)
- (en) Scott Baird, « Star Wars: 20 Wild Details About Luke Skywalker’s Body », Screen Rant,‎ 15 août 2018 (lire en ligne)
- (en) Insha Fitzpatrick, « 6 Han Solo Comics You Should Be Reading », Geek.com,‎ 22 mai 2018 (lire en ligne)
- (en) Insha Fitzpatrick, « Star Wars: The Last Jedi Easter Eggs and Reference Guide », Den of Geek,‎ 14 décembre 2018 (lire en ligne)